# ۳۷۱ (پیش از میلاد)
۳۷۱ (پیش از میلاد) ۳۷۱مین سال قبل از تقویم میلادی است.